# 軟庫發展
軟庫發展有限公司（前港交所上市編號：0648），是從祥華實業換取上市的，主要業務當時是投資科技、金融、紡織、物業等行業。
而最出名是軟庫主要股東，當時旗下軟庫金匯等金融行業。然而，隨著科網股泡沫爆破，於是購回所有股份，轉移至中國仁濟醫療至今。

## 外部連結
- 软库发展有限公司（SIIS）-风险投资机构－创业财富频道[永久]
- 中國仁濟醫療 （页面存档备份，存于）
- 软库发展拟集资10亿拓内地彩票业 （页面存档备份，存于）